# Oncopodidae
Oncopodidae - rodzina pajęczaków z rzędu kosarzy i podrzędu Laniatores zawierająca około 60 opisanych gatunków. 

## Opis
Przedstawiciele tej rodziny osiągają od 2 do 11 mm długości ciała. Posiadają stosunkowo krótkie i grube nogi. Barwa ciała większości gatunków jest bursztynowa z ciemnobrązowym deseniem. Niektóre niopisane jeszcze gatunki z rodzaju Gnomulus są ubarwione pomarańczowo.

## Występowanie
Kosarze te występują w południowo-wschodniej Azji, gdzie są rozprzestrzenione od Himalajów po Indonezję i Nową Gwineę.

## Pokrewieństwo
Rodzina prawdopodobnie jest grupą siostrzaną dla pozostałych Grassatores.

## Systematyka
Rodzina zawiera około 60 opisanych gatunków należących do 5 rodzajów:
- Rodzaj: Biantoncopus Martens et Schwendinger, 1998
  - Biantoncopus fuscus Martens et Schwendinger, 1998

- Rodzaj: Caenoncopus Martens et Schwendinger, 1998
  - Caenoncopus affinis Martens et Schwendinger, 1998
  - Caenoncopus cuspidatus (P. J. Schwendinger, 1992)
  - Caenoncopus tenuis Martens et Schwendinger, 1998

- Rodzaj: Gnomulus Thorell, 1890
  - Gnomulus aborensis (Roewer, 1913)
  - Gnomulus annulipes (Pocock, 1897)
  - Gnomulus armillatus (Thorell, 1891)
  - Gnomulus asli Martens et Schwendinger, 1998
  - Gnomulus baharu Schwendinger, w Martens et Schwendinger 1998
  - Gnomulus carinatus Schwendinger et Martens, 2002
  - Gnomulus claviger Schwendinger et Martens, 2002
  - Gnomulus coniceps Martens et Schwendinger, 1998
  - Gnomulus conigerus (P. J. Schwendinger, 1992)
  - Gnomulus crassipes Schwendinger et Martens, 2002
  - Gnomulus crucifer Martens et Schwendinger, 1998
  - Gnomulus drescoi (Silhavy, 1962)
  - Gnomulus exsudans Schwendinger et Martens, 2002
  - Gnomulus goodnighti (Suzuki, 1977)
  - Gnomulus hamatus Schwendinger et Martens, 2002
  - Gnomulus hirsutus Martens et Schwendinger, 1998
  - Gnomulus hutan Schwendinger et Martens, 2002
  - Gnomulus hyatti (Martens, 1977)
  - Gnomulus imadatei (Suzuki, 1970)
  - Gnomulus insularis (Roewer, 1927)
  - Gnomulus javanicus Schwendinger et Martens, 2002
  - Gnomulus laevis (Roewer, 1915)
  - Gnomulus lannaianus (Schwendinger, 1992)
  - Gnomulus laruticus Martens et Schwendinger, 1998
  - Gnomulus latoperculum Schwendinger et Martens, 2002
  - Gnomulus leofeae Schwendinger et Martens, 2002
  - Gnomulus leyteensis Martens et Schwendinger, 1998
  - Gnomulus lomani Schwendinger et Martens, 2002
  - Gnomulus maculatus Martens et Schwendinger, 1998
  - Gnomulus marginatus Schwendinger et Martens, 2002
  - Gnomulus matabesar Schwendinger et Martens, 2002
  - Gnomulus minor N. Tsurusaki, 1990
  - Gnomulus monticola Schwendinger et Martens, 2002
  - Gnomulus obscurus Schwendinger et Martens, 2002
  - Gnomulus palawanensis (S. Suzuki, 1982)
  - Gnomulus piliger (Pocock, 1903)
  - Gnomulus pilosus Schwendinger et Martens, 2002
  - Gnomulus pulvillatus (Pocock, 1903)
  - Gnomulus rostratoideus Schwendinger et Martens, 2002
  - Gnomulus rostratus Thorell, 1890
  - Gnomulus ryssie Schwendinger et Martens, 2002
  - Gnomulus sinensis Schwendinger et Martens, 2002
  - Gnomulus spiniceps Schwendinger et Martens, 2002
  - Gnomulus sumatranus Thorell, 1891
  - Gnomulus sundaicus (P. J. Schwendinger, 1992)
  - Gnomulus thorelli (Sørensen, 1932)
  - Gnomulus tuberculatus Schwendinger et Martens, 2002
  - Gnomulus tumidifrons Schwendinger et Martens, 2002

- Rodzaj: Oncopus Thorell, 1876
  - Oncopus doriae Thorell, 1876
  - Oncopus expatriatus (Schwendinger et Martens, 2004)
  - Oncopus feae Thorell, 1890
  - Oncopus hosei Pocock, 1897
  - Oncopus lingga (Schwendinger et Martens, 2004)
  - Oncopus malayanus (Schwendinger et Martens, 2004)
  - Oncopus megachelis P. J. Schwendinger, 1992
  - Oncopus tiomanensis (Schwendinger et Martens, 2004)
  - Oncopus truncatus Thorell, 1891

- Rodzaj: Palaeoncopus Martens et Schwendinger, 1998
  - Palaeoncopus gunung Martens et Schwendinger, 1998
  - Palaeoncopus katik Martens et Schwendinger, 1998
  - Palaeoncopus kerdil Martens et Schwendinger, 1998